# ويليم بنسون
ويليم بنسون هو رسام هولندي، ولد في 1521 في بروج في بلجيكا، وتوفي في 1574 في ميديلبورخ في هولندا.